# NGC 5472
NGC 5472 is een spiraalvormig sterrenstelsel in het sterrenbeeld Maagd. Het hemelobject werd op 19 april 1855 ontdekt door de Ierse astronoom William Parsons.

## Synoniemen
- MCG -1-36-8
- IRAS 14042-0513
- PGC 50345